# Прапор Північних Маріанських Островів
Прапор Північних Маріанських Островів (англ. Flag of the Northern Mariana Islands) — державний прапор Північних Маріанських Островів — прийнятий 4 липня 1976 року.

## Історія
Прапор, прийнятий в 1972 році та введений в обіг в 1976, був синій з великою зіркою в центрі, яка була накладена на силует каменя латте (колони з сірого каміння, місцевий різновид вапняку). В 1989 році емблема була оточена гірляндою з місцевих квітів й черепашок. В 1991 та 1995 роках були внесені деякі зміни (зірка була зменшена, колона була змінена, гірлянда теж зазнала змін: вона стала білою, змінилася форма і розмір квітів).

## Значення елементів
Синій колір (основний) уособлює Тихий океан, який омиває острови, «даруючи їм любов та мир», зірка символізує співдружність. Колона з каміння — символ культури нації. Вінок, сплетений з чотирьох видів екзотичних квітів (іланг-іланг, сеур, анджа, тейбво), є символом тубільної культури островів.

## Галерея

Історичні прапори
Прапор ООН
(18 липня 1947 — 19 серпня 1965)
Прапор Підопічної території Тихоокеанські острови (19 серпня 1965 — 31 березня 1972)
з 31 березня 1972;  з 4 липня 1976 — 1 липня 1989.
1 січня 1989 — 1 січня 1991
1 липня 1991 — 4 липня 1995
з 4 липня 1995